# Джуманджи: Следващо ниво
„Джуманджи: Следващо ниво“ е американска екшън комедия от 2019 г., режисиран от Джейк Касдан и написан от Касдан, Джеф Пинкнер и Скот Розенберг. Той е продължение на „Джуманджи: Добре дошли в джунглата“ от 2017 г. Филмовите звезди Дуейн Джонсън, Кевин Харт, Джак Блек, Карън Гилън и Алекс Улф се завръщат в своите роли от предишния филм, заедно с новодошлите Дани Глоувър и Дани Де Вито.
Този път приключенията продължават във фантастичния свят на „Джуманджи“, където нищо не е това, което изглежда. Играчите трябва да се върнат към опасната игра; обаче техните герои се разменят помежду си, оставайки едни и същи герои, но с различен външен вид. Освен това те трябва да разберат къде са останалите играчи, за да могат отново да победят „Джуманджи“.
„Джуманджи: Следващо ниво“ е пусната в Съединените щати на 13 декември 2019 г. от „Сони Пикчърс“. Събира 737 милиона долара в световен мащаб.

## Актьори
- Алекс Уолф като Спенсър Гилпин.
  - Дуейн Джонсън в ролята на д-р Смолдър Брейвстоун. Джонсън също така представя бащата на Брейвстоун в ретроспекция във филма.
- Сер'Дариус Уилям Блейн като Антъни „Хладилника“ Джонсън.
  - Кевин Харт като Франклин „Мишката“ Финбар
- Дани Де Вито като Едуард „Еди“ Гилпин – дядото на Спенсър. Пенсиониран собственик на закусвалня с малко разбиране за видеоигрите.
- Дани Глоувър като Мило Уокър – отчужденият приятел на Еди и съсобственик на закусвалнята, която той притежаваше с него, преди продажбата му да прекрати приятелството им.

## Възприемане

### Приходи
Към 6 януари 2019 г. Джуманджи: Следващо ниво е събрал 283,3 милиона долара приходи в Съединените щати и Канада и 454 милиона долара в други страни, като общата сума на приходите възлиза на 737,4 милиона долара, срещу производствен бюджет от около 125 милиона долара.
В Съединените щати и Канада филмът е излязъл заедно с „Черната Коледа“ и „Ричард Джуъл“ и е предвиден да натрупа 45 – 55 милиона щатски долара от 4227 театри в първия си уикенд. Филмът спечели 65 милиона долара в първия си ден. Дебютира със 150 милиона долара, оглавявайки класацията. Той спечели 50 милиона долара през втория си уикенд, завършвайки на второ място след „Междузвездни войни: Възходът на Скайуокър“.

### Мнението на критиците
В уебсайта Rotten Tomatoes филмът има оценка на одобрение от 71% въз основа на 207 отзива, със средна оценка 5,99/10. Консенсусът на критиците на уебсайта гласи: „Подобно на много класически игри, Джуманджи: Следващо ниво запазва основните компоненти на предишното, като добавя достатъчно свежи битове, за да поддържа нещата годни за игра.“